# Planul Kalergi

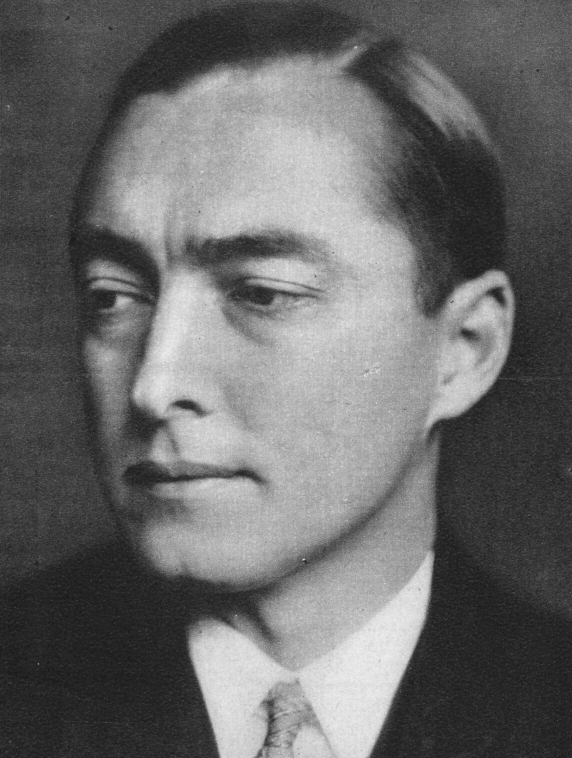
Richard von Coudenhove-Kalergi

Planul Kalergi (în italiană piano Kalergi) sau Conspirația Coudenhove-Kalergi este o teorie conspirativă de extremă-dreapta conform căreia se încearcă amestecarea raselor albe europene cu alte rase prin intermediul imigrației. Aceast plan ar fi fost propus de către politicianul austriac Richard von Coudenhove-Kalergi și promovată în mediile aristocratice europene. Din punctul său de vedere, integrarea diverselor rase în societate este inevitabilă: „Omul viitorului va fi metiș. Rasele și clasele de astăzi vor dispărea treptat[...]”. Teoria este asociată în general cu grupurile și partidele europene de extremă dreaptă, însă a devenit prezentă și în politica nord-americană.

## Origine
Scriitorul și neonazistul austriac Gerd Honsik a discutat subiectul în lucrarea sa Kalergi Plan (2005). Ziarul de investigații Linkiesta a descris planul Kalergi drept o farsă care poate fi comparată cu scornirea antisemită a Protocoalelor înțelepților Sionului.

## Reacții
Southern Poverty Law Center caracterizează planul Kalergi drept o metodă europeană prin intermediul căreia se promovează teoria genocidului alb pe continent. Naționaliștii îl citează greșit pe Coudenhove-Kalergi cu scopul de a susține că politicile pro-imigrație ale Uniunii Europene constituie un plan subtil dezvoltat în decadele precedente de distrugere a popoarelor albe. Hope Not Hate, o organizație antirasistă, a descris planul drept o conspirație care presupune că Coudenhove-Kalergi a încercat să influențeze politicile europene privitoare la imigrație cu scopul de a crea o „populație lipsită de identitate” care să fie condusă de o elită evreiască.
În romanul său Middle England (2018), autorul Jonathan Coe utilizează planul Kalergi pentru a ironiza conceptul prin intermediul personajului său Peter Stopes.

## Extrema dreaptă
Planul Kalergi se regăsește în discursul a diverse mișcări sau grupuri de extremă dreapta precum CasaPound și Terre et Peuple alături de alte idei asemănătoare, i.e. teoria genocidului alb și marea înlocuire.